# 阿爾科生命延續基金
阿爾科生命延續基金（英語：Alcor Life Extension Foundation）是一間提供人體冷凍技術的501(c)(3)組織非牟利機構，該機構是現時美國最大型的人體冷凍服務的供應商。
阿爾科生命延續並協助會員進行人體冷藏，當他們在法律上宣佈死亡後，將冷凍者 （病人） 的身體以液態氮保存。該機構除提供人體冷凍服務外，亦負責教育、研究及推動人體冷凍技術。
該生命延續基金會成立於1972年，並在1976年首次進行人體冷凍，該機構目前總部位於美國亞利桑那州斯科茨代爾。
阿爾科生命延續基金會員可選擇全身冷凍，或選擇只冷凍腦部及神經系統。
費用方面，截止2022年3月，全身冷凍的費用約 220,000 美元，而腦神經系統冷凍費用約 80,000 美元，如會員在美國或加拿大以外地區，需額外徵收10,000美元附加費。會員可使用人壽保險形式、或現金、或信託基金、或以年金形式支付。
直至2025年2月28日為止，該會已有1442名會員，327名準會員，76名基本會員，並有248人接受了人體冷凍保存技術服務。但當中不少人 （大約三分之二） 只接受冷凍腦部及神經系統。

## 外部連結
- 阿爾科生命延續基金會 （页面存档备份，存于）
- 阿爾科生命延續基金會公眾討論區
- Alcor Membership Information and Enrollment Instructions （页面存档备份，存于）
- Feature story on Alcor （页面存档备份，存于）, by writer Peter Hossli